# Taiga

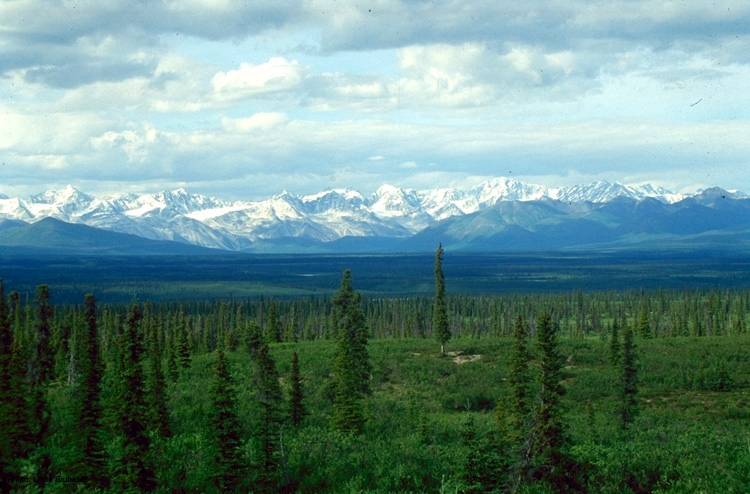
Mata de taiga no Alasca

A taiga (do russo тайга́), também conhecida por floresta de coníferas, ou ainda floresta boreal, é um bioma predominante das regiões localizadas em elevadas latitudes cujo clima típico é o continental frio e polar, comumente encontrado no norte do Alasca, Canadá, sul da Groenlândia, parte da Noruega, Suécia, Finlândia, Sibéria e Japão. No Canadá, usa-se o termo floresta boreal para designar a parte meridional desse bioma, e o termo taiga é usado para designar as áreas menos arborizadas ao sul da linha de vegetação arbórea do Ártico.
Na taiga, diferente da tundra, o solo descongela por completo no verão permitindo a formação de florestas aciculifoliadas e há migração de animais de grande e médio portes. É uma região biogeográfica subártica setentrional e seca, na qual as formas de vida vegetal principais são larícios, abetos, pinheiros e espruces, que estão adaptadas ao clima frio. Também ocorrem algumas árvores de folha larga, nomeadamente vidoeiros, faias, salgueiros e sorveiras. Os pauis e as plantas a eles associadas também são comuns nesta zona, que ocupa a maior parte do interior do Canadá e do norte da Rússia.

## Localização
Localizada exclusivamente no hemisfério Norte, encontra-se também em regiões de clima frio e com pouca umidade. Distribui-se em uma faixa situada entre os 50° e 60° de latitude Norte e próxima às áreas de América do Norte, Europa e Ásia.

### Clima
O clima é subártico, com ventos fortes e gelados durante todo o ano. Estas florestas são frias e recebem pouca precipitação anual (40-100). Há duas estações do ano, Inverno e Verão. O Inverno é muito frio, longo e seco, havendo precipitação em forma de neve; os dias são curtos. A temperatura oscila entre -54 ºC e 21 °C.
O solo é fino e pobre em nutrientes e cobre-se de folhas e agulhas caídas das árvores, o que o torna ácido e impede o desenvolvimento de outras plantas.

### Flora
A vegetação é pouco diversificada devido às baixas temperaturas registradas (a água do solo encontra-se congelada), sendo constituída sobretudo por coníferas - abetos (como o Abeto do Norte) e pinheiros (como o Pinheiro silvestre), cujas folhas aciculares e cobertas por uma película cerosa as ajudam a conservar a humidade e o calor durante a estação fria. Outra conífera que também pode aparecer é o Larício europeu de folha caduca - Lárice. Em certas condições também podem aparecer Bétulas e Faias pretas.
As florestas boreais demoram muito tempo a crescer e há pouca vegetação rasteira. Aparecem no entanto, musgos, líquens e alguns arbustos.
As árvores demonstram a existência de adaptações ao meio. Sendo de folha persistente, conservam, quando a temperatura baixa, a energia necessária à produção de novas folhas e assim que a luz solar aumenta, podem começar de imediato a realizar a fotossíntese.
Embora haja precipitação, o solo gela durante os meses de Inverno e as raízes das plantas não conseguem água. A adaptação das folhas à forma de agulhas limita, então, a perda de água, por transpiração. Também a forma cónica das árvores da taiga contribui para evitar a acumulação da neve e a subsequente destruição de ramos e folhas.

### Fauna
Os animais da taiga são guaxinins, alces, renas, veados, ursos, lobos, raposas, linces, martas, esquilos, lebres, castores e aves diversas.

### Degradação ambiental
A atividade econômica nas taigas é muito intensa e os países que as detêm (Japão, Rússia, Canadá) não parecem dispostos a abrandar o ritmo de exploração. Além das atividades de exploração da madeira, há aqueles decorrentes de testes e depósitos nucleares, naufrágios de submarinos nucleares no oceano Ártico.

## Características gerais
- Localização da taiga: zona temperada do norte e zona Antártida, com altas latitudes (60 a 80 graus);
- Ocorrência da floresta: Alasca, Canadá, sul da Groenlândia.
- Clima: frio, com baixas temperaturas e pouca umidade;
- Formação da vegetação: arbustiva.